# Figulus minor
Figulus minor es una especie de coleóptero de la familia Lucanidae.

## Distribución geográfica
Habita en Camerún y Guinea Ecuatorial.